# Sie Ťin (politik)
Sie Ťin (čínsky pchin-jinem Xiè Jìn, znaky zjednodušené 解缙, tradiční 解縉, 1369–1415) byl čínský politik, malíř a kaligraf říše Ming. Za vlády císaře Jung-le v letech 1402–1407 zastával funkci velkého sekretáře. V důsledku nepřátelství mladšího císařova syna Ču Kao-süa byl odvolán z funkce, roku 1411 zatčen a po několika letech ve vězení zabit.

## Jména
Sie Ťin používal zdvořilostní jméno Ta-šen (čínsky pchin-jinem Dàshēn, znaky zjednodušené 大绅, tradiční 大紳) a přezdívku Čchun-jü (čínsky pchin-jinem Chūnyǔ, znaky 春雨). Za své zásluhy obdržel posmrtné jméno Wen-i (čínsky pchin-jinem Wényì, znaky 文毅).

## Život
Sie Ťin se narodil 6. prosince 1369 v kraji Ťi-šuej ve fiskální oblasti Ťi-an (moderní okres Ťi-šuej v prefektuře Ťi-an) v provincii Ťiang-si. Pocházel z rodiny s úřednickou tradicí, jeho otec Sie Kchaj (解開, 1312–1398) patřil ke vzdělané džentry a dva z otcových bratrů vstoupili do služeb mingského režimu. Sie Ťin vynikl při studiích konfucianismu už v dětském věku, roku 1387 zvítězil u provinčních úřednických zkoušek a následujícího roku v neobvykle nízkém věku složil i nejvyšší stupeň zkoušek, palácové zkoušky, a získal hodnost ťin-š’. U týchž palácových zkoušek uspěl i Sie Ťinův starší bratr Sie Ťing (解經, 1343–1411).

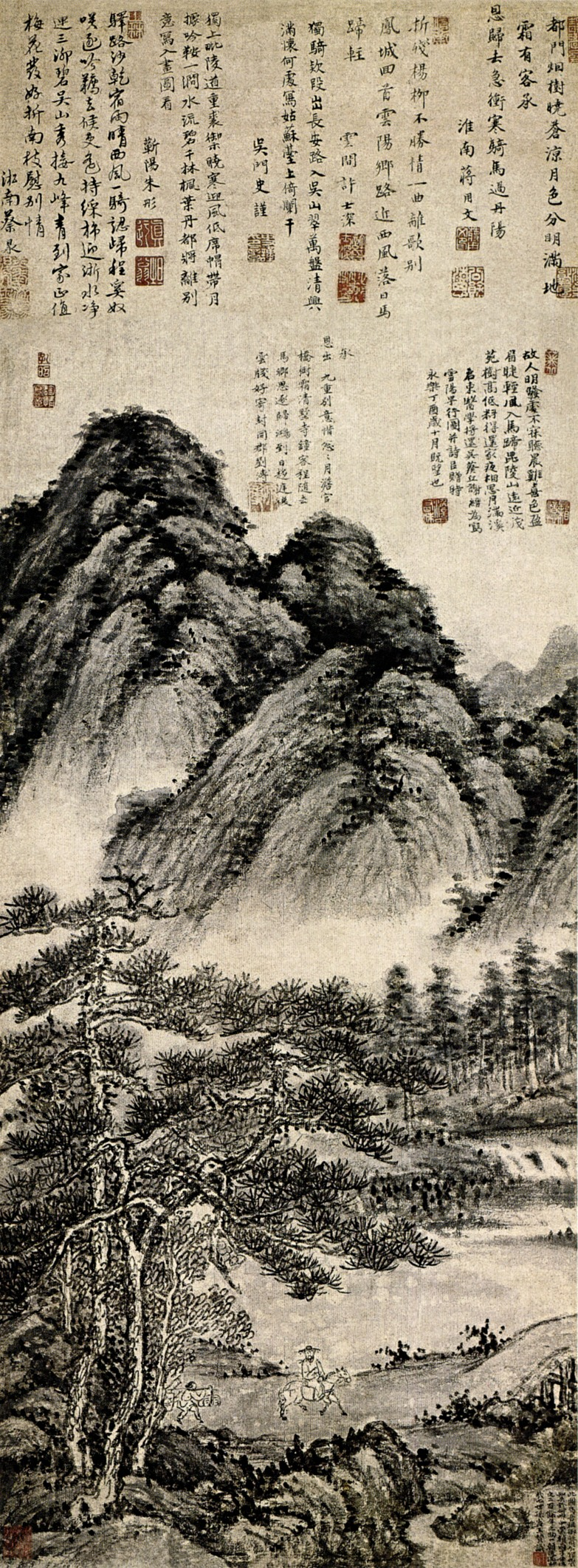
Sie Ťin, Putování v oblacích a slunci, Šanghajské muzeum

Poté Sie Ťin dostal místo v ústřední správě (čung-šu še-žen, 中書舍人, písař ústředního sekretariátu), kde svou učeností a literární obratností zaujal císaře Chung-wua. Jistý si panovníkovou přízní, svou kritičností přecházející až v aroganci vzbudil nelibost svých nadřízených a císař ho přeložil do kontrolního úřadu a v červnu 1391 poslal do rodného kraje s tím, že se deset let nesmí ucházet o státní službu. Po Chung-wuově smrti se mu, v létě 1399, podařilo získat skromné místo (asistent editora, nejnižší možná – devátá vedlejší – hodnost) v akademii Chan-lin, zde se mu nepodařilo zaujmout nadřízené a cítil se nedoceněný.
Obrat v kariéře Sie Ťina nastal s nástupem císaře Jung-leho v létě 1402. Pravděpodobně byl autorem provolání oznamujícího Jung-leho nástup na trůn, čímž zřejmě získal přízeň nového panovníka. V srpnu 1402 ho Jung-le jmenoval svým velkým sekretářem, přičemž od konce roku 1402 stál v čele sedmičky sekretářů jako první z nich. Mezi nimi byl nejtalentovanější a nejvlivnější. Během několika měsíců se tak z nevýznamného úředníka stal jedním z nejbližších pomocníků panovníka. Vedle vedení běžné administrativy prosazoval Jung-leho politiku v oblasti vzdělání a kultury. Měl výrazný podíl na revizi Tchaj-cu š’-lu (Pravdivých záznamů [vlády císaře] Tchaj-cu, tj. Chung-wua), jejímž cílem bylo zdůvodnění a ospravedlnění Jung-leho nároku na trůn. Účastnil se i kompilace Encyklopedie Jung-le; roku 1404 s kolegou velkým sekretářem Chuang Chuajem řídil úřednické zkoušky v hlavním městě (Nankingu) a v květnu téhož roku stanul v čele Státní univerzity Kuo-c’-ťien.
Vedle vysokého politického postavení si získal uznání i jako básník, přední představitel tzv. poezie kabinetního stylu. Obdivována byla dokonalost jeho kaligrafie; zabýval se i genealogií a historií, ceněn by pro svůj klasický, ale svěží, literární styl.
Roku 1404 Sie Ťin rozhodně podpořil jmenování císařova nejstaršího syna Ču Kao-čch’a následníkem trůnu. Poté velcí sekretáři s následníkem trůnu těsně spolupracovali, čímž na sebe soustředili nevraživost druhého císařova syna Ču Kao-süa. Na jaře 1407 Ču Kao-sü očernil Sie Ťina, že protežoval u zkoušek rodáky z Ťiang-si a protože si Sie Ťin současně odcizil císaře svým odporem proti válce ve Vietnamu, byl povýšen (z hlavní páté na vedlejší čtvrtou hodnost) a odeslán na vzdálený jih, do Kuang-si jako pomocník vedoucího provinčního administrativního úřadu. Následující rok byl přeložen ještě více na jih, do provincie Ťiao-č’ (dobytý Vietnam). Sie se vrátil do metropole o tři roky později, začátkem roku 1411. Přijal ho korunní princ, zatímco císař pobýval na severu, nicméně Ču Kao-sü přijetí interpretoval jako porušení pravidel a v červnu 1411 dosáhl jeho zatčení. Rodina byla vypovězena do Liao-tungu. Dne 22. února 1415 byl svými vězniteli popraven.
Po Jung-leho smrti byl postupně rehabilitován; roku 1424 se rodina mohla vrátit z vyhnanství, roku 1436 dostala zpět konfiskovaný majetek, roku 1465 ho císař Čcheng-chua rehabilitoval a v lednu 1591 od císaře Wan-liho, jako výraz mimořádného uznání, obdržel posmrtné jméno Wen-i (čínsky pchin-jinem Wényì, znaky 文毅).